# Paulo Gontijo (engenheiro)
Paulo Gontijo, (Bom Despacho, 1932 - Brasília, julho de 2002) foi um político, engenheiro, empresário e escritor brasileiro que foi candidato à presidência do Brasil em 1989.

## Biografia
Filho de pais ruralistas. Fez seus primeiros estudos no Grupo Escolar Coronel Praxedes, e em 1946 estudou como interno no Colégio São Francisco do Pará de Minas, onde obteve o primeiro lugar em matemática e o segundo geral entre 1.320 alunos. Em seguida continuou seus estudos no recém criado Colégio Estadual de Bom Despacho. Mudou-se para Belo Horizonte em 1953, continuando seus estudos no Colégio Estadual dessa cidade. Em 1957 começou seu curso de Engenharia Civil na Universidade Federal de Minas Gerais. Foi candidato a deputado estadual, defendendo dois grandes projetos: a vacinação obrigatória de bovinos contra a febre aftosa em todo o país e o aproveitamento das terras de Cerrado.
Durante seu curso de Engenharia, lecionou física nos colégios Marconi, Anchieta e Estadual. Formou-se em dezembro de 1963 e casou-se em janeiro de 1964 com Maria José Teixeira Gontijo, com quem teve quatro filhos: Valéria T. Gontijo, Marcela T. Gontijo, Júnea T. Gontijo e Paulo Gontijo Júnior. Neste mesmo ano liderou um grupo de professores da Fundação do Colégio Angelo Roncali, que, em apenas cinco anos, se transformou no segundo colégio da capital mineira, com 2.200 alunos, sob sua liderança
Fundou a empresa Engenharia Nacional Ltda (ENGENAL); que construiu prédios de apartamentos residenciais em Belo Horizonte e Goiânia, residências unifamiliares em Brasília, uma destilaria de álcool combustível, uma esmagadora de soja, uma agrovila para os funcionários de suas fabricas com 90 residências, uma hidrelétrica com capacidade de gerar 2,5 Mwh, etc. Construiu, montou e dirigiu o Hospital Doutor Miguel em sua terra natal. Fundou a Empresa Lago Azul S.A no Estado de Goiás. Foi precursor e defensor do projeto de construção de represas de cabeceiras, de importância transcendental para o Brasil.
Foi candidato à Presidência da República em 1989, defendendo a construção de 200 mil represas de cabeceira no Nordeste e 200 mil na bacia do Rio São Francisco; construção de uma rodovia ligando Xique-Xique, na Bahia, a Benjamim Constant, no Alto Solimões, com prolongamento até o Amapá; uma nova divisão geopolítica do país, entre outros projetos.
Obteve 0,29% dos votos, (198 710), não sendo eleito. Conseguiu a 14.° colocação na disputa.
Escreveu e publicou cinco livros – Teoria Energética (uma nova teoria sobre a Física), Teoria da Vida (filosofia), O Grande Idiota (sobre política e sociologia), Templo da Ciência e Tese de um Condenado. Escreveu ainda uma tese sobre a transposição das águas do rio São Francisco e a construção de Represas de Cabeceiras.
Acometido da doença esclerose lateral amiotrófica (ELA), Paulo Gontijo promoveu uma campanha destinada a procurar a causa e a cura da doença, tendo escrito quatro teses sobre o assunto. Construiu ainda o Templo da Ciência, destinado a divulgação da ciência, edificado em concreto armado revestido de chapas de aço inox e executado para durar mais de dois mil anos.
Faleceu em junho de 2002, em Brasília.